# Cathédrale de Troia
La cathédrale de Troia est une église catholique romaine de la ville de Troia en Italie dédiée à l'Assomption de la Bienheureuse Vierge Marie au ciel (en italien : cattedrale della Beata Vergine Maria Assunta in Cielo di Troia). Construite dans le premier quart du XIIe siècle, elle est considérée comme un chef-d'œuvre de l'architecture romane des Pouilles et se distingue particulièrement par sa rosace à onze rayons et ses portes en bronze de la façade ouest. Autrefois siège des évêques de Troia, elle est désormais co-cathédrale du diocèse de Lucera-Troia.

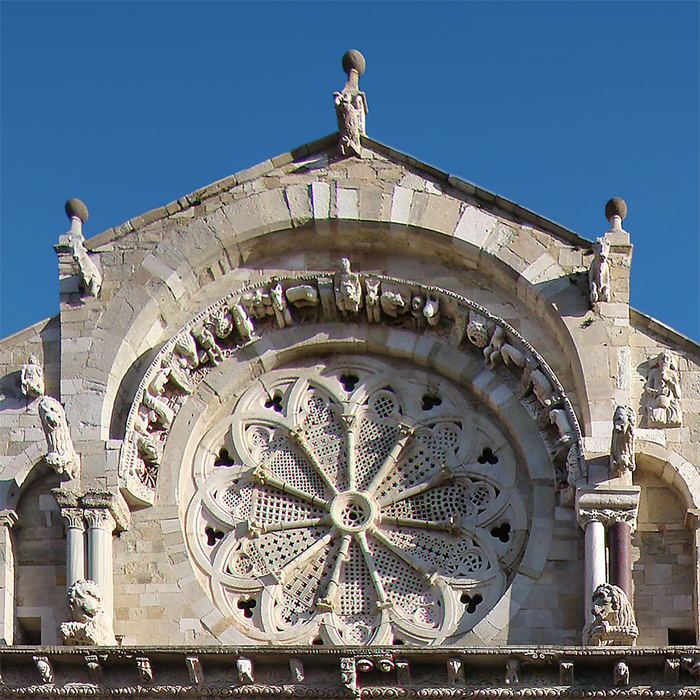
La rosace à onze rayons.
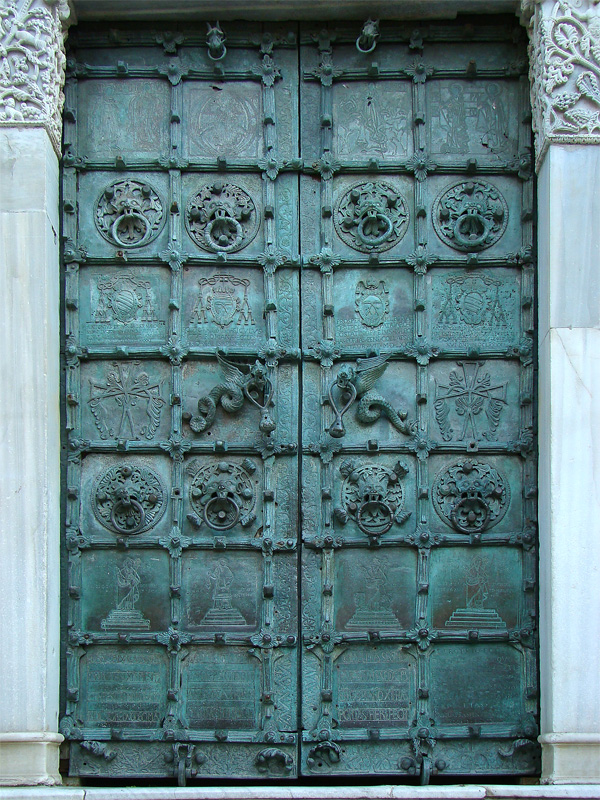
Porte de bronze datant de 1119.